# 貴定北站
貴定北站位于中华人民共和国贵州省黔南布依族苗族自治州贵定县宝山街道桃花寨，是沪昆客运专线上的高铁站，于2015年6月18日启用营运，由成都铁路局管辖。

## 車站周邊
- 贵定师范附小
- 环岛大酒店
- 贵定县事业局单位登记管理局
- 中国共产党贵定县委员会
- 黔南民族幼儿师范高等专科学校

## 歷史
- 2015年6月18日通车启用。[2]

## 外部連結
- 中国铁路客户服务中心 （页面存档备份，存于）